# Tamara Malešević
Tamara Malešević (serbisch-kyrillisch Тамара Малешевић; * 26. September 2000) ist eine serbische Tennisspielerin.

## Karriere
Malešević spielt bislang vorrangig auf der ITF Women’s World Tennis Tour, wo sie bislang je einen Titel im Einzel und Doppel gewinnen konnte.
Seit Juni 2022 ist sie nicht mehr international aktiv und wird daher nicht mehr in der Tennisweltrangliste geführt. 

## Turniersiege

### Einzel
| Nr. | Datum        | Turnier | Kategorie | Belag | Finalgegnerin  | Ergebnis  |
| --- | ------------ | ------- | --------- | ----- | -------------- | --------- |
| 1.  | 26. Mai 2019 | Iraklio | ITF W15   | Sand  | Elena Malygina | 6:3, 7:63 |

### Doppel
| Nr. | Datum           | Turnier  | Kategorie | Belag     | Partnerin         | Finalgegnerinnen       | Ergebnis |
| --- | --------------- | -------- | --------- | --------- | ----------------- | ---------------------- | -------- |
| 1.  | 26. Januar 2019 | Monastir | ITF W15   | Hartplatz | Uljana Aisatulina | Madison Westby Amy Zhu | 6:4, 6:2 |